# Tiskovni ured Svete Stolice
Ured za tisak Svete Stolice (tal.: Sala Stampa della Santa Sede) objavljuje službene vijesti o aktivnostima pape i raznih odjela Rimske kurije. Svi govori, poruke, dokumenti, kao i izjave koje izdaje ravnatelj, objavljuju se u cijelosti.
Ured za tisak djeluje svaki dan na talijanskom, iako su tekstovi dostupni i na drugim jezicima.

## Popis glavnih urednika
- Angelo Fausto Vallainc (1966. – 1970.)
- Federico Alessandrini (1970. – 1976.)
- Romeo Panciroli (1976. – 1984.)
- Joaquin Navarro-Valls (1984. – 2006.)
- Federico Lombardi (11. srpnja 2006. – )

## Poveznice
- Sveta Stolica

## Vanjske poveznice
- Službena stranica